# Горбенко Ігор Ігорович
І́гор І́горович Горбе́нко (нар. 13 січня 1983, м. Потсдам, Німеччина — 24 червня 2014, поблизу с. Новоселівка, Слов'янський район, Донецька область, Україна) — український спецпризначенець, підполковник (посмертно) Служби безпеки України, офіцер зв'язку Центру спеціальних операцій «Альфа». Загинув у війні на сході України.

## Життєпис
Будучи сином офіцера, народився у німецькому місті Потсдам, де на той час проходив службу його батько. Закінчив Ніжинську гімназію № 3, після чого навчався у Чернігівському ліцеї з посиленою військово-фізичною підготовкою — випускник 2000 року. 2005-го закінчив Полтавський військовий інститут зв'язку.
З 2005 по 2010 служив командиром взводу радіозв'язку відділення радіо та супутникового зв'язку центра зв'язку Збройних Сил України в смт Гостомель на Київщині.
З 2010 служив на оперативно-технічних посадах у підрозділі «Альфа» Служби безпеки України.
У зв'язку з російською збройною агресією проти України з весни 2014-го виконував завдання із забезпечення блокпостів апаратурою зв'язку в рамках проведення антитерористичної операції.
24 червня 2014 року у складі технічної групи фахівців СБУ виконував завдання зі встановлення та налагодження телекомунікаційного обладнання в районі міста Слов'янська, з метою організації моніторингу простору, фіксації фактів порушення перемир'я в зоні проведення АТО. По закінченні робіт група мала повертатись у вертольоті армійської авіації Мі-8МТ. Одразу після зльоту з гори Карачун близько 17:10 вертоліт був збитий російськими терористами з переносного зенітно-ракетного комплексу, вибухнув і впав поблизу села Новоселівка (на той час — Красноармійське), почалася пожежа з детонуванням боєкомплекту. Всі 9 чоловік, які були на борту, загинули: командир екіпажу підполковник Андрій Бєлкін, борттехнік майор Руслан Мазунов, штурман капітан Дмитро Шингур; четверо співробітників СБУ — підполковник Володимир Шкіра, майор Ігор Горбенко, старший лейтенант Олександр Петрищук, старший прапорщик Марк Шпак та двоє спецпризначенців 3-го Кіровоградського полку старші солдати Олександр Кондаков й Олексій Волохов.
О 17:07 було зроблено доповідь керівництву АТО про зліт, а о 17:10 вже надійшла доповідь про падіння вертольота. За свідченнями очевидців, озброєна група терористів чекала на зліт вертольота. Бойовики пересувалася на двох легкових автівках та мікроавтобусі. Після пуску ракети з ПЗРК, вони втекли у напрямку найближчого населеного пункту Билбасівка, що поблизу Слов'янська.
Ідентифікація тіл загиблих проводилася за експертизою ДНК. 3 липня похований на кладовищі смт Гостомель. Посмертно присвоєне звання підполковника.
Залишилась дружина та донька Карина 2010 р. н. у Гостомелі, батько та брат Ярослав — у Ніжині.

## Нагороди та звання
- Орден Богдана Хмельницького III ступеня (08.08.2014, посмертно) — за особисту мужність і героїзм, виявлені у захисті державного суверенітету та територіальної цілісності України[4].
- «Почесний громадянин Гостомеля» (жовтень 2017, посмертно) — рішення 28-ї позачергової сесії 7 скликання Гостомельської селищної ради[5].

## Вшанування пам'яті
1 вересня 2014 у Ніжинській гімназії № 3 відбулося урочисте відкриття меморіальної дошки на честь загиблого випускника Ігора Горбенка.
24 червня 2015 біля гори Карачун на місці падіння збитого терористами гелікоптеру Мі-8МТ встановили пам'ятний знак дев'ятьом загиблим захисникам.
У жовтні 2015 в Національній академії СБУ відкрито пам'ятний знак одинадцятьом загиблим співробітникам спецслужби, на якому викарбуване ім'я Ігора Горбенка.
8 грудня 2015 на будівлі Чернігівського ліцею з ПВФП було урочисто відкрито меморіальну дошку на честь шістьох полеглих у районі АТО випускників навчального закладу, серед них на дошці викарбуване й ім'я Ігора Горбенка.
28 жовтня 2016 в Ніжинській гімназії № 3 відбулась презентація книги Людмили Приходько «Серця опалені війною», яка присвячена пам'яті загиблих на Сході України випускників гімназії: Ігорю Горбенку, Олегу Бикову, Олексію Шепелюку.
В Гостомелі є провулок І. Горбенка.